# David Carnegie
David Charles Carnegie, IV duque de Fife (Londres; 3 de marzo de 1961) es un noble británico, hijo menor del fallecido James, III duque de Fife y de su primera esposa, Caroline Dewar. Tras la muerte de su padre pasó a ser también duque de Fife, por lo que se convierte en el cuarto titular en ostentar este título. Fue titulado como conde de Macduff desde su nacimiento hasta 1992, y luego conde de Southesk hasta suceder a su padre el 22 de junio de 2015. Como descendiente de antiguos miembros de la familia real británica (entre ellos el rey Eduardo VII) ocupa un puesto en la línea de sucesión al trono británico y de los reinos de la Mancomunidad de Naciones.

## Educación y carrera
Carnegie fue educado en el Eton College y se graduó del Pembroke College, en 1982 con un Bachillerato en Artes. Fue un empleado de la marca Cazenove entre 1982 y 1985. En 1986, recibió un grado en Artes para estudiantes de Cambridge con matrícula de honor. Fue educado en el Royal Agricultural College en Cirencester, Gloucestershire.
Entre 1988 y 1989, Carnegie se unió a la firma de inversión con sede en Edimburgo, Bell, Lawrie and Company. Se graduó de la Universidad de Edimburgo, en 1990 con un grado en Administración y Negocios. Entre 1992 y 1996, fue contable de Reeves and Neylan. En 2003, vivía en el Castillo Kinnaird en Angus, Escocia. Kinnaird es uno de los asentamientos de la familia Carnegie.

## Matrimonio y familia
Carnegie se casó con Caroline Anne Bunting, la única hija de Martin Brian Bunting y Veronica Mary Cope, el 16 de junio de 1987 en Londres. Tienen tres hijos:
- Charles Duff Carnegie, conde de Southesk (nacido el 1 de julio de 1989)
- Lord George William Carnegie (nacido el 23 de marzo de 1991)
- Lord Hugh Alexander Carnegie (nacido el 10 de junio de 1993

## Otros títulos
- XIII conde de Southesk (Nobleza de Escocia)
- IV conde de Macduff (Nobleza del Reino Unido)
- XIII lord Carnegie de Kinnaird (Nobleza de Escocia)
- XIII lord Carnegie, de Kinnaird y Leuchars (Nobleza de Escocia)
- V barón Balinhard, de Farnell en el Condado de Forfar (Nobleza del Reino Unido)
- X barón Carnegie, de Pittarrow en el Condado de Kincardine.

## Títulos, estilos, honores y escudo
- 3 de marzo de 1961 – 16 de febrero de 1992: Conde de Macduff
- 16 de febrero de 1992 – 22 de junio de 2015: Conde de Southesk
- 22 de junio de 2015 – presente: Duque de Fife